# Diego Rafael Jiménez
Diego Rafael Jiménez Hernández (Guadalajara, 18 settembre 1988) è un calciatore messicano, attaccante svincolato.

## Carriera
Ha giocato nella massima serie messicana.

## Palmarès

### Club

#### Competizioni nazionali
- Ascenso MX: 2

Lobos BUAP: Clausura 2017
Oaxaca: Apertura 2019